# 生きがいについて
『生きがいについて』（いきがいについて）とは、神谷美恵子が執筆し編纂した著書である。

## 書籍概要
1966年（昭和41年）の初版発行時から現在に至るまで読み継がれている書籍である。「生き甲斐」とは何か、と問う書籍であり、神谷によれば、
| 「 | いかにも日本語らしいあいまいさと、それゆえの余韻とふくらみがある | 」 |

という。
本書の内容はWikipedia内でも人生の意義の一節、神谷美恵子の見解や、英語版であるがMieko KamiyaのOn the meaning of lifeで述べられている。

## 編集部からの脚注
2004年（平成16年）10月4日に出版されている「神谷美恵子コレクション『生きがいについて』」には、巻末に編集部からの脚注がついている。

## メディア
- "名著76「生きがいについて」". 100分 de 名著. 7 May 2018. NHK総合。